# 1520 год
1520 (ты́сяча пятьсо́т двадца́тый) год  по юлианскому календарю — високосный год, начинающийся в воскресенье. Это 1520 год нашей эры, 10‑й год 2‑го десятилетия XVI века 2‑го тысячелетия, 1‑й год 1520‑х годов. Он закончился 505 лет назад.
| Пн | Вт | Ср | Чт | Пт | Сб | Вс |
|    |    |    |    |    |    | 1  |
| 2  | 3  | 4  | 5  | 6  | 7  | 8  |
| 9  | 10 | 11 | 12 | 13 | 14 | 15 |
| 16 | 17 | 18 | 19 | 20 | 21 | 22 |
| 23 | 24 | 25 | 26 | 27 | 28 | 29 |
| 30 | 31 |    |    |    |    |    |

| Пн | Вт | Ср | Чт | Пт | Сб | Вс |
|    |    | 1  | 2  | 3  | 4  | 5  |
| 6  | 7  | 8  | 9  | 10 | 11 | 12 |
| 13 | 14 | 15 | 16 | 17 | 18 | 19 |
| 20 | 21 | 22 | 23 | 24 | 25 | 26 |
| 27 | 28 | 29 |    |    |    |    |

| Пн | Вт | Ср | Чт | Пт | Сб | Вс |
|    |    |    | 1  | 2  | 3  | 4  |
| 5  | 6  | 7  | 8  | 9  | 10 | 11 |
| 12 | 13 | 14 | 15 | 16 | 17 | 18 |
| 19 | 20 | 21 | 22 | 23 | 24 | 25 |
| 26 | 27 | 28 | 29 | 30 | 31 |    |

| Пн | Вт | Ср | Чт | Пт | Сб | Вс |
|    |    |    |    |    |    | 1  |
| 2  | 3  | 4  | 5  | 6  | 7  | 8  |
| 9  | 10 | 11 | 12 | 13 | 14 | 15 |
| 16 | 17 | 18 | 19 | 20 | 21 | 22 |
| 23 | 24 | 25 | 26 | 27 | 28 | 29 |
| 30 |    |    |    |    |    |    |

| Пн | Вт | Ср | Чт | Пт | Сб | Вс |
|    | 1  | 2  | 3  | 4  | 5  | 6  |
| 7  | 8  | 9  | 10 | 11 | 12 | 13 |
| 14 | 15 | 16 | 17 | 18 | 19 | 20 |
| 21 | 22 | 23 | 24 | 25 | 26 | 27 |
| 28 | 29 | 30 | 31 |    |    |    |

| Пн | Вт | Ср | Чт | Пт | Сб | Вс |
|    |    |    |    | 1  | 2  | 3  |
| 4  | 5  | 6  | 7  | 8  | 9  | 10 |
| 11 | 12 | 13 | 14 | 15 | 16 | 17 |
| 18 | 19 | 20 | 21 | 22 | 23 | 24 |
| 25 | 26 | 27 | 28 | 29 | 30 |    |

| Пн | Вт | Ср | Чт | Пт | Сб | Вс |
|    |    |    |    |    |    | 1  |
| 2  | 3  | 4  | 5  | 6  | 7  | 8  |
| 9  | 10 | 11 | 12 | 13 | 14 | 15 |
| 16 | 17 | 18 | 19 | 20 | 21 | 22 |
| 23 | 24 | 25 | 26 | 27 | 28 | 29 |
| 30 | 31 |    |    |    |    |    |

| Пн | Вт | Ср | Чт | Пт | Сб | Вс |
|    |    | 1  | 2  | 3  | 4  | 5  |
| 6  | 7  | 8  | 9  | 10 | 11 | 12 |
| 13 | 14 | 15 | 16 | 17 | 18 | 19 |
| 20 | 21 | 22 | 23 | 24 | 25 | 26 |
| 27 | 28 | 29 | 30 | 31 |    |    |

| Пн | Вт | Ср | Чт | Пт | Сб | Вс |
|    |    |    |    |    | 1  | 2  |
| 3  | 4  | 5  | 6  | 7  | 8  | 9  |
| 10 | 11 | 12 | 13 | 14 | 15 | 16 |
| 17 | 18 | 19 | 20 | 21 | 22 | 23 |
| 24 | 25 | 26 | 27 | 28 | 29 | 30 |

| Пн | Вт | Ср | Чт | Пт | Сб | Вс |
| 1  | 2  | 3  | 4  | 5  | 6  | 7  |
| 8  | 9  | 10 | 11 | 12 | 13 | 14 |
| 15 | 16 | 17 | 18 | 19 | 20 | 21 |
| 22 | 23 | 24 | 25 | 26 | 27 | 28 |
| 29 | 30 | 31 |    |    |    |    |

| Пн | Вт | Ср | Чт | Пт | Сб | Вс |
|    |    |    | 1  | 2  | 3  | 4  |
| 5  | 6  | 7  | 8  | 9  | 10 | 11 |
| 12 | 13 | 14 | 15 | 16 | 17 | 18 |
| 19 | 20 | 21 | 22 | 23 | 24 | 25 |
| 26 | 27 | 28 | 29 | 30 |    |    |

| Пн | Вт | Ср | Чт | Пт | Сб | Вс |
|    |    |    |    |    | 1  | 2  |
| 3  | 4  | 5  | 6  | 7  | 8  | 9  |
| 10 | 11 | 12 | 13 | 14 | 15 | 16 |
| 17 | 18 | 19 | 20 | 21 | 22 | 23 |
| 24 | 25 | 26 | 27 | 28 | 29 | 30 |
| 31 |    |    |    |    |    |    |

## События
- 1493—1593 — Столетняя хорватско-османская война. Серия вооружённых конфликтов между Королевством Хорватия и Османской империей[1].
- 1507—1622 — Португало-персидская война. Ряд вооружённых конфликтов между колониалистской Португалией и вассальным Ормузом, с одной стороны, и Сефевидской империей, поддерживаемой англичанами, с другой[2].
- 1510—1528 — война между Сефевидами и Шейбанидами. Серия конфликтов между узбекской династией Шейбанидов, которые основали Бухарское ханство, и Сефевидским государством[3].
- 1511—1641 — Малайско-португальская война. Вооружённый конфликт XVI-XVII веков, в котором Малаккский султанат при поддержке империи Мин, Голландской Ост-Индской компании (с 1607) и Джохора безуспешно сопротивлялся Португальской империи, стремившейся захватить Малакку и установить контроль над торговлей между Индией и Китаем[4].
- 1514—1555 — Турецко-персидская война[5].
- 1515—1523 — Восстание фрисландских крестьян против властей Голландии[6].
- 1518—1520 — датский король Кристиан разбил шведов и восстановил Кальмарскую унию:
  - 19 января — битва при Богесунде[7].

- 1519—1520 — закончилась Казахско-ногайская война. В результате Ногайская Орда на время исчезла с политической карты, часть её населения ушла в Крым, а другая признала власть Касым-хана, который присоединил Сарайчик — столицу ногайцев и расширил свои владения до междуречья Волги[8].
- 1519—1521 — Польско-тевтонская война[9].
- 1519—1523 — война Хильдесхаймская вражда[10].
- 1520—1521 — борьба деятелей Реформации против францисканцев в Цвиккау (Саксония).
- 1520—1522 — Восстание комунерос[11]:
  - Восстание городских коммун (комунерос) в Толедо. Май — Карл V уехал в Германию, оставив наместником кардинала Адриана Утрехтского. Май-июнь — К восстанию присоединились другие города. 29 июля — В Авиле представители городов провозгласили «Святую хунту». Август — Королевские войска устроили страшный погром Медины-дель-Кампо. Почти все города Кастилии, в том числе столица Вальядолид, присоединились к хунте. Хунта провозгласила командующим войсками Хуана де Падилью. Октябрь — Петиция хунты Карлу. Карл обещал некоторые уступки. Ноябрь — в Вальядолиде образовалась радикальная «Хунта отрядов».
- Мартин Лютер публично сжёг папскую буллу, отлучавшую его от церкви.
- Подписан Нойбранденбургский династийный договор, который регулировал формальное разделение герцогства Мекленбург после смерти мекленбургского герцога Магнуса II.
- Присоединение герцогства Вюртемберг к владениям Габсбургов.
- «Поле золотой парчи», «Лагерь золотой парчи» — прозвание, которое получило место мирных переговоров Франциска I Французского и Генриха VIII Английского, проходивших с 7 июня по 24 июня, и сама эта встреча из-за необыкновенной роскоши свиты обоих королей. Несмотря на то, что эта встреча произвела очень большое впечатление на современников, её политические последствия были ничтожными. Цель — закрепление дружбы между двумя монархами после заключённого двумя годами ранее мира — достигнута не была. Франциск, несмотря на свои старания, не смог полностью отвратить Англию от союза со своим врагом Священной Римской империей. Помолвка французского дофина Франсуа и английской принцессы Марии (будущей Марии Кровавой), которым тогда было 2 и 4 года соответственно, не была подтверждена.
- Португальцы захватывают Массауа и Маскат.
- Маджапахитская империя (индуистская) пала в результате объединённой борьбы исламизированных наместников и вассалов. Ява раздроблена на мелкие княжества с мусульманскими династиями. В восточной Яве образовалось княжество Баламбаган, где правили потомки императоров Маджапахита. Возникновение государства Бантам на Западной Яве.
- В Теночтитлане вспыхнуло восстание против испанцев, которые были окружены во дворце Монтесумы. Гибель Монтесумы. С большими потерями Кортесу удалось вырваться из осады и уйти из Теночтитлана.
- Несколько сотен раненых испанцев, преследуемые ацтеками после Ночи печали, под командованием Эрнана Кортеса одержали блестящую победу в Битве при Отумбе над многотысячной армией Ацтекской империи, предопределив её падение годом позже.
- Фернан Магеллан, продвинувшись к югу вдоль восточного побережья Южной Америки, открыл и прошёл пролив между Атлантическим и Тихим океанами, названный впоследствии его именем.
- 1 ноября — открыт Магелланов пролив.

### Швеция
- Январь — большое наёмное войско во главе с датским полковником О. Крумпеном вторглось в пределы Швеции[12].
- 19 января — в битве на льду озера Осунд разбиты сторонники Стена Стуре, который был смертельно ранен[12].
- Январь — армия датского короля двинулась к Уппсале, где находился шведский государственный совет и осадила Стокгольм, оборону которого возглавляла вдова убитого регента Кристиана Нильсдоттер Гюлленстьерна[12].
- Март — шведский государственный совет провозгласил Кристиана II королём Швеции[12].
- 6 апреля — близ Уппсалы Крумпен разбил войско сторонников Стена Стуре из не привилегированных сословий[12].
- 7 сентября — сдался Стокгольм на условиях полной амнистии всем противникам короля и архиепископа Тролле, гарантии сохранения имущества и подчинения Кристиана II шведскому государственному совету[12].
- 4 ноября — в обход шведских конституционных традиций выборной монархии, архиепископ Тролле короновал в стокгольмской Большой церкви Святого Николая, Кристиана II, как наследственного короля Швеции[12].
- 7 ноября — в Стокгольмском замке в присутствии Кристиана II, епископ Тролле представил список обвиняемых в "очевидной ереси", присягнувших на церковное имущество, пленивших архиепископа и нанесённых оскорблений церкви[12].
- 8 ноября — на центральной площади Стокгольма за пределами замка, начались казни[12].
- 8—9 ноября — «Стокгольмская кровавая баня» — Кристиан II жестоко расправился со своими противниками из числа шведской знати и горожан[12].
- 10 ноября — тела казнённых (всего около 100 человек) с вырытыми из могилы останками Стена Стуре были брошены в костёр[12].

## Русское государство
Правление: 1505—1533 — Василий III Иванович
- Русско-литовская война (1512—1522)[13].
- Мухаммед I Гирей утвердил союзный договор с ВКЛ и Польшей[14].
- Мухаммед I Гирей просил, и по некоторым сведениям, получил "силу судовую" для похода на Хаджи-Тархан (поход не состоялся)[14].
- Конец года — Василий III окончательно ликвидирует суверенитет Рязанского княжества (присоединено в 1521 году). Великий князь подозревает последнего рязанского князя Ивана Ивановича в сношениях с Крымским ханством, вызывает в Москву и заточает в темницу, а его мать отправляет в монастырь[15].
- 1517—1526 — сооружаются новые укрепления во Пскове[16].
- Преподобным Антонием Сийским основан Антониево-Сийский монастырь[17].

## Начало правления
См. также: Список глав государств в 1520 году
- 1520—1566 — султан Турции Сулейман I Кануни (Законодатель и Великолепный)[14].
- 1520—1523 — король Швеции Кристиан II[12].

## Родились

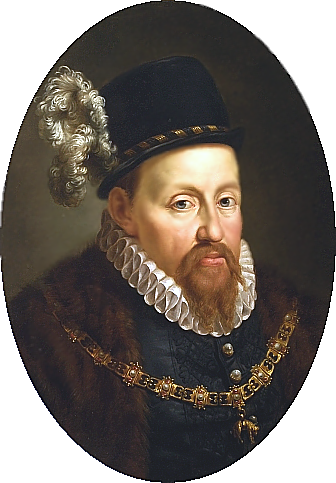
Портрет Сигизмунда II Августа

См. также: Категория:Родившиеся в 1520 году
- 9 июня —  Радзивилл, Барбара (ум. 1551), знаменитая литовская красавица, личность ренессансного типа, наследница владений Гаштольдов. Вторая жена великого князя литовского и короля польского Сигизмунда II Августа (с 1547)[18].
- 1 августа —  Сигизмунд II Август, великий князь литовский с 18 октября 1529 года, король польский с 20 февраля 1530. До 1544 года правил совместно со своим отцом Сигизмундом I[18].
- Мадлен Французская — первая супруга короля Шотландии Якова V.
- Фарнезе, Алессандро — итальянский прелат и дипломат, известный коллекционер и патрон искусства, носил прозвище «великого кардинала» (Il Gran Cardinale).
- Флациус, Маттиас — лютеранский богослов и писатель.

## Скончались

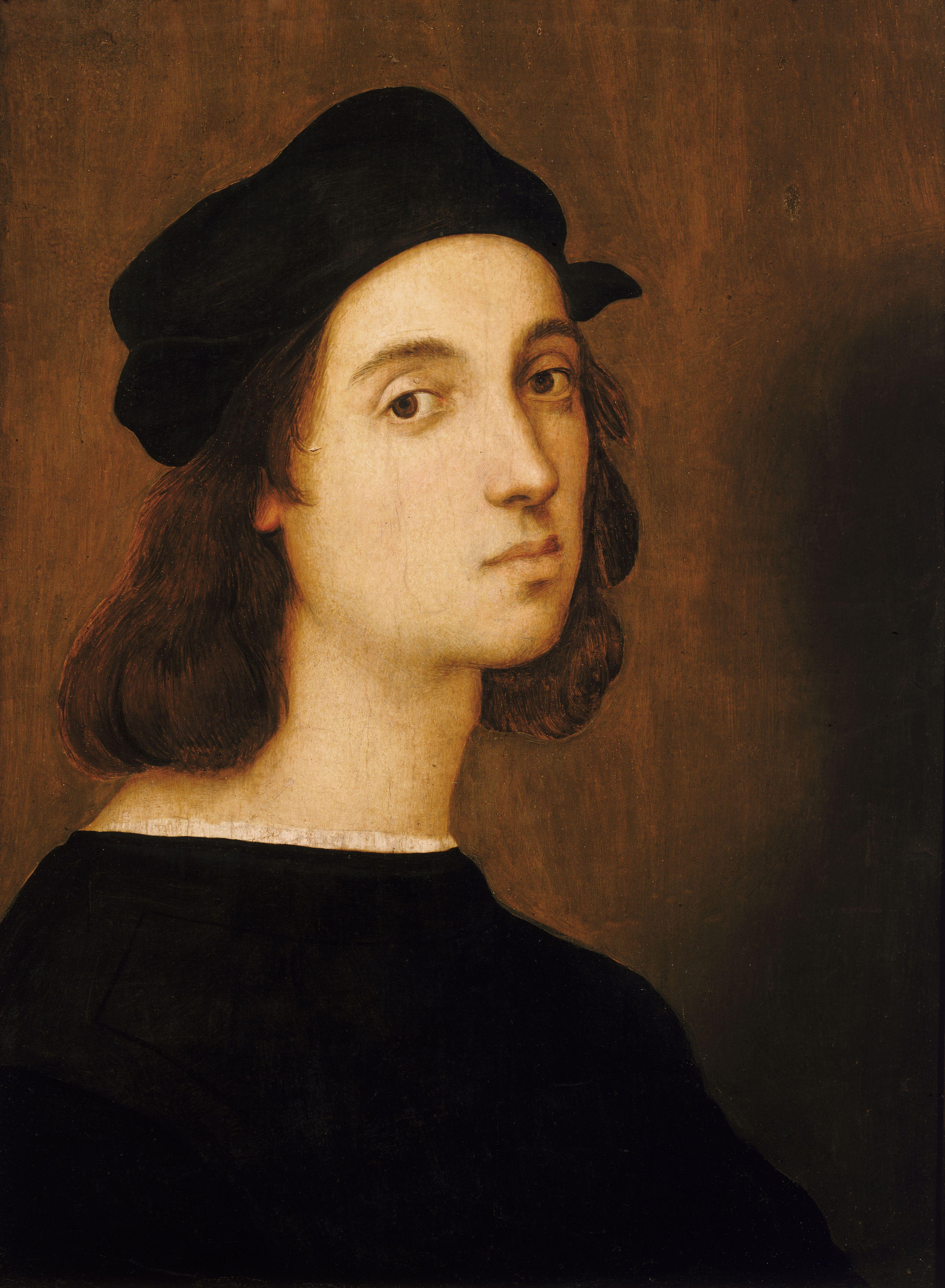
Портрет Рафаэля

См. также: Категория:Умершие в 1520 году
- Кабрал, Педру Алвариш — португальский мореплаватель, которому принадлежит честь открытия Бразилии.
- Куитлауак — десятый тлатоани государства ацтеков из династии Акамапичтли, правивший всего 80 дней. Принял пост в обстановке войны с Кортесом.
- Монтесума II — император (уэй тлатоани) ацтеков (мешиков) с 1502 из династии Акамапичтли.
- Пьер Герлофс Дониа — фризский пират и борец за независимость.
- Рафаэль Санти — выдающийся итальянский художник и архитектор эпохи Возрождения (р. 1483).
- Селим I — девятый османский султан.